# Schemm (Ennepetal)
Schemm ist ein Wohnplatz in der Stadt Ennepetal im Ennepe-Ruhr-Kreis.

## Lage und Beschreibung
Schemm liegt am südwestlichen Rand des Ennepetaler Stadtgebiets an der Wupper am Fuß des Holbergs gegenüber dem historischen Ortskern von Wuppertal-Beyenburg. Der Fluss bildet die Grenze zwischen den beiden Städten und zugleich zwischen den beiden Regierungsbezirken Düsseldorf und Arnsberg und wird nahe dem Ort im Beyenburger Stausee aufgestaut. Eine Fußgängerbrücke verbindet Beyenburg mit Schemm, über die zahlreiche Fern- und Ortswanderwege geführt werden, unter anderem auch der Streckenast Beyenburg–Köln des rheinischen Jakobswegs. Unterhalb der Brücke befindet sich beim Ort eine Wupperfurt.
Weitere Nachbarorte sind Friedfeld, Uellenbecke, Fuhr, Ackersiepen, Heide, Holberg, Schultenhof und Hilringhausen auf Ennepetaler und Vor der Hardt, Hengsten, Steinhaus und Siegelberg auf Wuppertaler Stadtgebiet.

## Geschichte

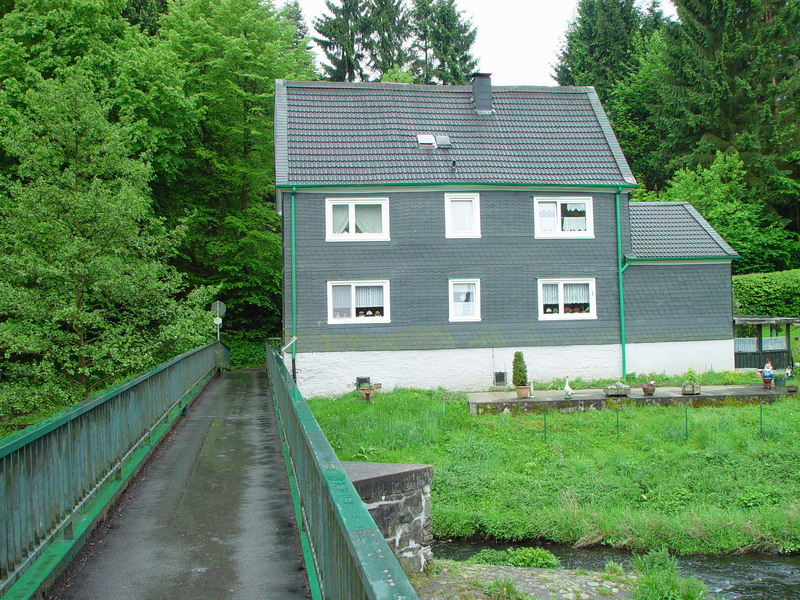
Schemmer Wohnhaus an der Wupper

Die Preußische Uraufnahme von 1840/1844 verzeichnet den Ort unbeschriftet. 1818 lebten 15 Einwohner im Ort. 1839 gehörte Schemm unter dem Namen Am Schemm zum Schulbezirk Stucken der Landgemeinde Oelkinghausen in der Bürgermeisterei Ennepe des Landkreises Hagen, die 1843 in das Amt Ennepe umgewandelt wurde. Der laut der Ortschafts- und Entfernungs-Tabelle des Regierungs-Bezirks Arnsberg als Kotten kategorisierte Ort besaß zu dieser Zeit zwei Wohnhäuser. Zu dieser Zeit lebten 42 Einwohner im Ort, davon 34 evangelischen und acht katholischen Glaubens. 
Das Gemeindelexikon für die Provinz Westfalen gibt für das Jahr 1885 eine Zahl von 19 Einwohnern an, die in drei Wohnhäusern lebten. Schemm gehörte nach wie vor zur Landgemeinde Oelkinghausen des Amts Ennepe, das seit 1887 dem Kreis Schwelm zugeordnet war. Die Ausgabe für 1895 gibt zwei Wohnhäuser und 16 Einwohner an, die Ausgabe 1905 zwei Wohnhäuser und 14 Einwohner.
Am 1. April 1923 wurde die Landgemeinde Oelkinghausen aufgelöst und Schemm kam mit dem restlichen Gemeindegebiet zur neu gegründeten Gemeinde Milspe, die am 1. April 1949 in die Stadt Ennepetal aufging.

## Die Kapelle Maria Schnee

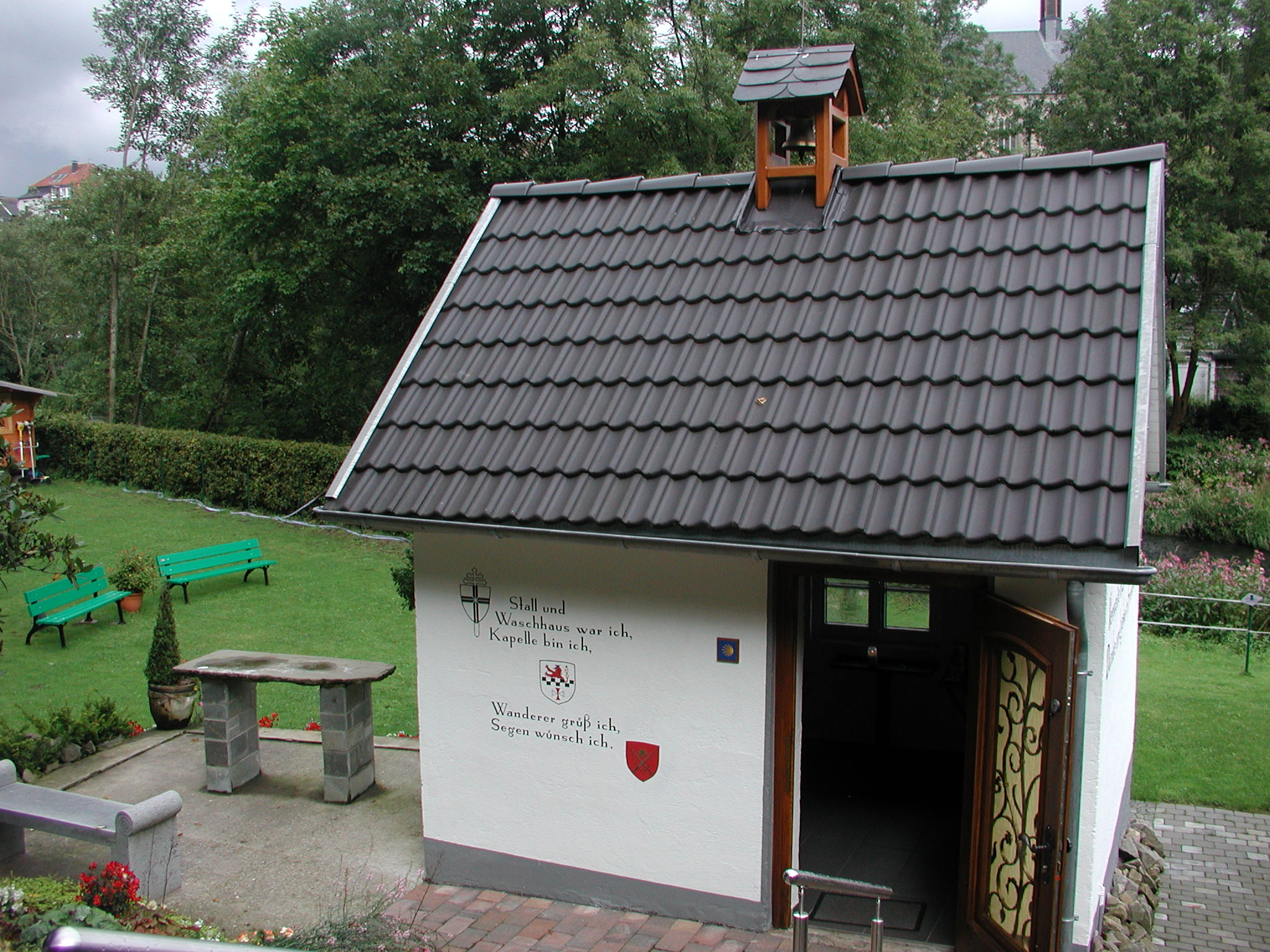
Kapelle Maria Schnee mit Altar

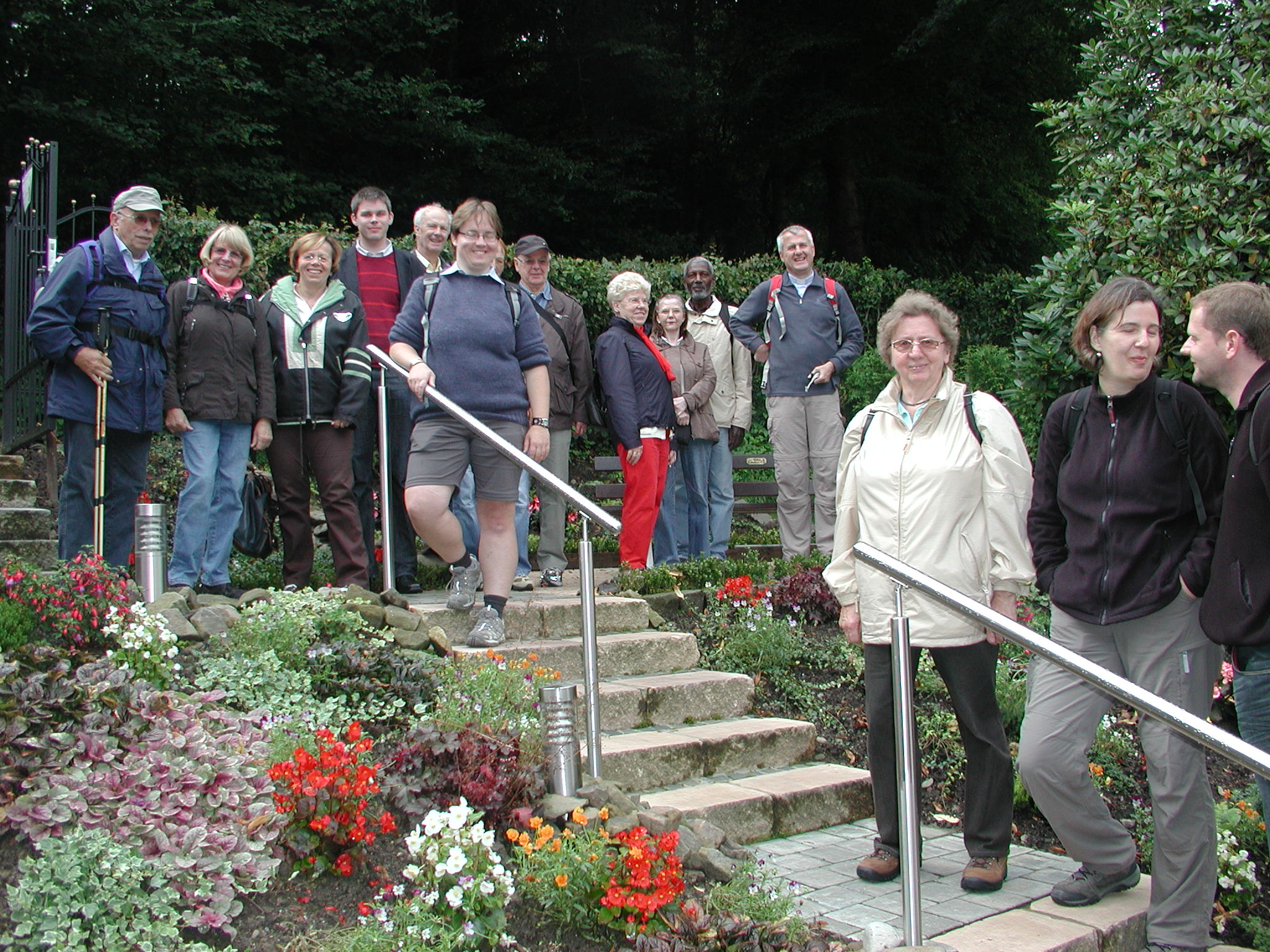
Pilgergruppe an der Kapelle Maria Schnee in Beyenburg 2010

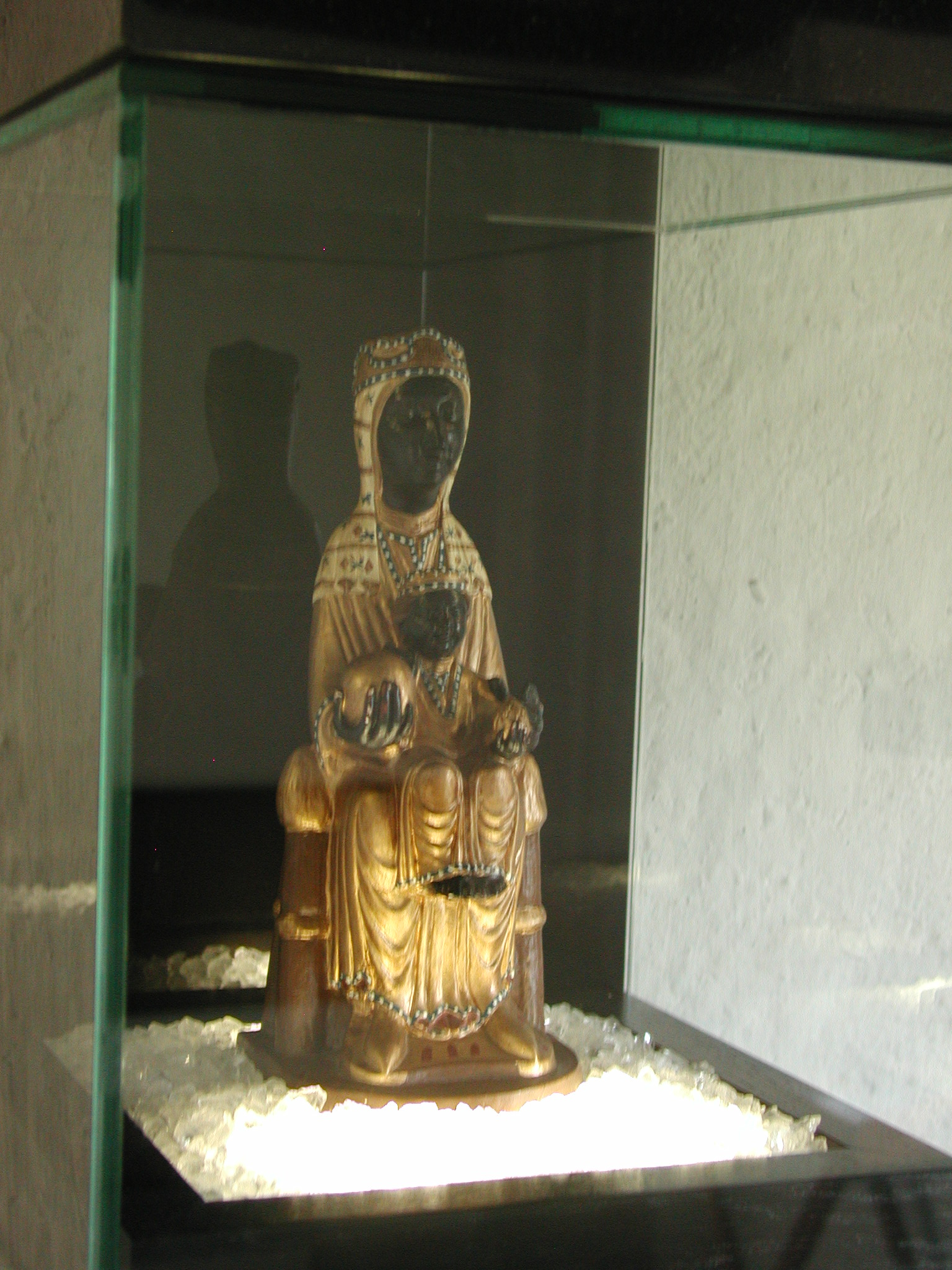
Statue der Schwarzen Madonna mit Kind

2009 wurde in Schemm am Jakobsweg die Kapelle Maria Schnee geweiht, die seitdem eine beliebte Andachtsstätte ist.
Am 2. Weihnachtstag 2008 trafen sich in Beyenburg nach der traditionellen jährlichen Familien-Krippenwanderung die Teilnehmer und kamen auf das Thema „Wunder“ zu sprechen. Einer von ihnen berichtete, dass er am 2. Februar 2008 zu Mariä Lichtmess auf der Wiese an der Klosterkirche im Schnee einen Kreis mit einem Kreuz entdeckt hatte, während drinnen die „alte Madonna“ auf einem Wagenrad stand. Er wertete dies als Vision von der Heiligen Maria im Schnee, fotografierte die Erscheinung und gab das Bild den Teilnehmern zu sehen. Ein teilnehmender Pfarrer schlug daraufhin vor, an dieser Stelle eine Kapelle zu errichten.
Darauf wurden Pläne für den Kapellenbau geschmiedet und ein Beyenburger Bürger stellte ein kleines, im Laufe der Zeit verkommenes, Grundstück zur Verfügung, auf dem ein Ziegenstall stand, der später als Waschhaus benutzt worden war und nun langsam verfiel. Viele Freiwillige brachten Arbeitsstunden für die Sanierung und Renovierung auf, bis im September in Sichtweite der Beyenburger Klosterkirche die kleine Kapelle fertiggestellt war und eingeweiht wurde. Eine Statue der „Maria im Schnee“ hatte Bruder Dirk Wasserfuhr vom Orden der Kreuzherren aus einem Nachlass geerbt und brachte sie ein. Seither wird hier die Schwarze Madonna mit Kind verehrt. Ein 51-armiger Leuchter steht neben der Statue.
Zur Einweihungsfeier am 11. September 2009 besuchte der Kölner Weihbischof die neue Kapelle. Als Kardinal Joachim Meisner zum 800-jährigen Bestehen des Kreuzherrenordens nach Beyenburg kam, zeigte er sich begeistert und überrascht.
Die Kapelle ist recht klein, hat innen nur Platz für höchstens zehn Personen und außen einen steinernen Altar. Inzwischen gibt es ständig Besucher der geweihten Andachtsstätte „Am Schemm“ nahe der Wupper. Täglich werden hier 50 bis 60 Teelichter entzündet.
Am 5. August wird jährlich vor allem in Italien an die Weihe der römischen Patriarch-Basilika „Santa Maria Maggiore“ im Jahre 432 erinnert, die mit der Legende vom Schneewunder in Verbindung steht.
Die Kapelle liegt auf der Strecke des Bergischen Jakobswegs.